# Folkens fängelse
Folkens fängelse (Тюрьма народов), är en beteckning använd av Lenin för Tsarryssland och dess hårdföra nationalitetspolitik. På senare tid har uttrycket återkommit i bruk, och använts för bland annat Ryssland, Jugoslavien och Kina.